# Размадзе, Леван
Леван Размадзе (груз. ლევან რაზმაძე; род. 14 ноября 1985) — грузинский дзюдоист и боец ММА, представитель тяжёлой и полутяжёлой весовых категорий. Выступал за сборную Грузии по дзюдо в середине 2000-х годов, победитель и призёр этапов Кубка мира, чемпион Европы среди молодёжи, обладатель серебряной медали грузинского национального первенства. В 2011—2015 годах участвовал в профессиональных турнирах по смешанным единоборствам в таких организациях как Deep и M-1 Global.

## Биография
Леван Размадзе родился 14 ноября 1985 года.

### Дзюдо
Первого серьёзного успеха на международном уровне добился в сезоне 2003 года, когда вошёл в состав грузинской национальной сборной и побывал на молодёжном чемпионате Европы по дзюдо в Сараево, откуда привёз награду бронзового достоинства, выигранную в зачёте полутяжёлой весовой категории — победил здесь всех соперников по турнирной сетке кроме россиянина Асхаба Костоева.
В 2004 году завоевал золотую медаль на молодёжном чемпионате Европы в Софии.
Начиная с 2005 года боролся на взрослом уровне, в частности стал бронзовым призёром домашнего этапа Кубка мира в Тбилиси, где в четвертьфинале вновь уступил Костоеву.
В 2006 году занял седьмое место на Кубке мира в Тбилиси и получил серебро на Кубке мира в Роттердаме.
В 2007 году выиграл серебряную и бронзовую награды на этапах Кубка мира в Тбилиси и Варшаве соответственно, был лучшим на Суперкубке мира в Москве, стал пятым на Кубке мира в Баку, тогда как в зачёте грузинского национального первенства расположился на второй позиции.
Побывал на летних Олимпийских играх 2008 года в Пекине в качестве запасного спортсмена, однако заменить первого номера сборной Левана Джорджолиани ему так и не довелось. Помимо этого, он выступил на Кубке мира в Тбилиси и на Суперкубке в Роттердаме, но попасть в число призёров на этих соревнованиях не смог и вскоре покинул расположение дзюдоистской команды Грузии.
В ходе свой карьеры в дзюдо Размадзе побеждал олимпийских призёров Дмитрия Петерса и Мовлуда Миралиева, призёров чемпионата мира Питера Казинза и Виталия Бубона, чемпиона Панамериканских игр Мариу Сабину.

### Смешанные единоборства
В период 2011—2012 годов Леван Размадзе успешно выступал в смешанных единоборствах в Японии, завоевал и защитил титул чемпиона организации Deep, одержав в общей сложности пять побед и не потерпев ни одного поражения.
На турнире M-1 Challenge 2005 года в Тбилиси встретился с россиянином Арсеном Абдулкеримовым и в первом же раунде вынужден был сдаться, попавшись на рычаг локтя.